# Missionarie della fanciullezza
Le Missionarie della Fanciullezza (sigla C.M.F.P.) sono un istituto religioso femminile di diritto pontificio.

## Storia
La congregazione fu fondata da Maria Santa Pallotta che, insieme con tre compagne, nel 1951 lasciò le Piccole ancelle del Sacro Cuore per collaborare all'opera avviata dal sacerdote Pietro Damiani a favore dei piccoli profughi istriano-dalmati ospitati nell'oasi di Marotta.
Luigi Carlo Borromeo, vescovo di Pesaro, eresse la comunità in congregazione religiosa il 31 dicembre 1962.

## Attività e diffusione
Le suore si dedicano all'educazione dei fanciulli, specialmente poveri e abbandonati.
Oltre che in Italia, sono presenti in Ecuador e Perù; la sede generalizia è a Pesaro.
Alla fine del 2015 l'istituto contava 77 religiose in 11 case.